# Kežmarok
Kežmarok (em húngaro: Késmárk; alemão: Käsmark) é uma cidade da Eslováquia, situada no distrito de Kežmarok, na região de Prešov. Tem 24,83 km² de área e sua população em 2018 foi estimada em 16.381 habitantes.

## Demografia
| Ano:        | 1994   | 2004   | 2014   | 2024   |
| ----------- | ------ | ------ | ------ | ------ |
| Broj ljudi: | 17 796 | 17 179 | 16 636 | 15 145 |
| Razlika:    |        | -3,46% | -3,16% | -8,96% |

| Ano:               | 2023   | 2024   |
| ------------------ | ------ | ------ |
| Número de pessoas: | 15 238 | 15 145 |
| Diferença:         |        | -0,61% |